# 分裂 (1987年电影)
《分裂》（Partition）是一部1987年电影，由肯·麦克马伦导演。影片设置在英国人将政治权利交换给印度人的混乱岁月，以及1947年印巴分裂，讲述了印巴两国互相遣返精神病人后的故事。20年后它的放映成为Time Out批评家之选第一名。